# Talking in your sleep (The Romantics)
Talking in your sleep is een lied geschreven door Jimmy Marinos, Wally Palmar, Mike Skill, Coz Canler en Peter Solley, leden van The Romantics. Het werd aan beide kanten van de Atlantische Oceaan een hit, zij het voor twee verschillende muziekgroepen. In de Verenigde Staten en het vasteland van Europa scoorde The Romantics zelf, in het Verenigd Koninkrijk had Bucks Fizz er succes mee.

## The Romantics
De versie van The Romantics haalde in zesentwintig weken notering in thuisland de Verenigde Staten de uiteindelijk 3e positie in de Billboard Hot 100. In de Verenigde Staten zouden meer dan 1.000.000 exemplaren van de single verkocht zijn. In buurland Canada werd zelfs de nummer 1-positie behaald, in Australië de 14e, Nieuw-Zeeland de 20e, Zuid-Afrika en Zwitserland de 15e, Zweden de 5e, Frankrijk de 30e en Duitsland de 18e positie. In het Verenigd Koninkrijk werd géén notering behaald.
In Nederland werd de plaat begin 1984 veel gedraaid op Hilversum 3 en werd een radiohit in de destijds drie landelijke hitlijsten op de nationale publieke popzender. De plaat bereikte de 20e positie in de Nederlandse Top 40, de 24e positie in de Nationale Hitparade en piekte op een
19e positie in de TROS Top 50. In de Europese hitlijst op Hilversum 3, de TROS Europarade, werd géén notering behaald.
In België bereikte de plaat de 17e positie in de Vlaamse Radio 2 Top 30 en de 19e positie in de voorloper van de Vlaamse Ultratop 50. In Wallonië werd géén notering behaald.
In de sinds december 1999 jaarlijks uitgezonden NPO Radio 2 Top 2000 van de Nederlandse publieke radiozender NPO Radio 2 stond de plaat uitsluitend in 1999 en 2000 genoteerd, met als hoogste notering een 1828e positie in 1999.

## Hitnoteringen

### Nederlandse Top 40
| Positie: | 29 | 20 | 20 | 38 | uit |

### Nationale Hitparade
| Positie: | 30 | 32 | 24 | 26 | 32 | uit |

### TROS Top 50
Hitnotering: 16-02-1984 t/m 01-03-1984. Hoogste notering:#19 (1 week).

### Vlaamse Radio 2 Top 30
De plaat bereikte de 17e positie (1 week).

### Vlaamse Ultratop 50
| Positie: | 37 | 33 | 21 | 19 | 25 | 34 | uit |

### NPO Radio 2 Top 2000
| Nummer met noteringen in de NPO Radio 2 Top 2000 | '99  | '00  |
| ------------------------------------------------ | ---- | ---- |
| Talking in your sleep                            | 1828 | 1912 |

1. ↑  Een vetgedrukt getal geeft de hoogste notering aan.
2. ↑  Deze tabel is bijgewerkt tot en met de laatste editie (2024).

## Bucks Fizz
In het Verenigd Koninkrijk en Ierland werd de versie van The Romantics géén hit. De versie van Bucks Fizz, een half jaar later uitgebracht, wist wél negen weken lang de UK Singles Chart te bereiken, met als hoogste notering de 15e positie. In Ierland stond de plaat twee weken genoteerd met als hoogste notering de 14e positie. Ook in Polen werd deze versie een succes.
In Nederland werd deze versie niet of nauwelijks gedraaid op Hilversum 3 en behaalde dan ook géén notering in de destijds drie landelijke hitlijsten op de nationale publieke popzender; (de Nederlandse Top 40, Nationale Hitparade en de TROS Top 50). Ook in de Europese hitlijst op Hilversum 3, de TROS Europarade, werd géén notering behaald.
In België behaalde de plaat géén notering in beide Vlaamse hitlijsten en de Waalse hitlijst.